# Relaciones España-Kirguistán
Las relaciones España-Kirguistán son las relaciones bilaterales entre estos dos países. Kirguistán no tiene embajada en España ni consulados. España esta acreditada ante Kirguistán desde su embajada en Nur-sultán, Kazajistán.

## Relaciones diplomáticas
Las relaciones entre España y la República Kirguisa todavía están poco desarrolladas. De hecho, la República Kirguisa no tiene embajada alguna acreditada ante las autoridades españolas. Desde febrero de 2002, con una interrupción entre junio de 2003 y agosto de 2004, y hasta octubre de 2009, España contó con un destacamento de alrededor de 50 soldados en la base aérea de Manas, con el objetivo de prestar apoyo a las tropas españolas presentes en Afganistán.
Tras la denuncia por parte de la República Kirguisa del acuerdo por el que España utilizaba la base de Manas, se transmitió a la República Kirguisa el deseo de renovar el marco contractual que permita el mantenimiento de la presencia de personal civil y militar en el actualmente denominado “Centro de tránsito” de Manas, sin recibir respuesta alguna, por lo que fue necesario el desplazamiento del dispositivo para el apoyo logístico a las tropas españolas en territorio afgano a Tayikistán.

## Relaciones económicas
España dispone con la República Kirguisa de un APPRI y un Convenio para evitar la Doble Imposición heredados de la época soviética que tienen vigencia y aplicabilidad teórica en virtud de la Declaración de Alma Ata de 1991. Sin embargo, las autoridades kirguisas manifestaron en abril de 2011 su intención de establecer nuevos acuerdos en la materia, por lo que se procedió a intercambiar borradores iniciales de acuerdo de APPRI. Tras la entrada en vigor del Tratado de Lisboa, la competencia para este tipo de acuerdo es de la Unión Europea
La incertidumbre política y legislativa de la República Kirguisa ha supuesto en estos años un freno para los inversores españoles e internacionales. Dada la falta de desarrollo del país, la atracción de inversión extranjera es una de las prioridades de la política económica kirguisa.